# Cylindrolaimus monhystera
Cylindrolaimus monhystera är en rundmaskart som beskrevs av W. Schneider 1937. Cylindrolaimus monhystera ingår i släktet Cylindrolaimus och familjen Axonolaimidae. Inga underarter finns listade i Catalogue of Life.